# Isidoro de Cárax
Isidoro de Cárax ou Isidoro Caraceno (em grego: Ισιδώρου ο Χαρακηνού; romaniz.: Isidṓros ho Charakēnós; em latim: Isidorus Characenus) foi um geógrafo que viveu entre o século I a.C. e o século I d.C., do qual perdura uma obra e fragmentos, e sobre o qual pouco se conhece.
O seu nome indica que era originário de Cárax, capital do reino de Caracena no Império Parto. Isidoro era grego pela sua cultura e a sua língua, embora o seu lugar de origem fosse Cárax. Também não ignorava o aramaico, idioma da região.
Segundo Michael Grant, Cárax encontra-se numa elevação artificial entre o Tigre e o Coaspes (atualmente rio Karkheh), no ponto onde ambos se unem perto do golfo Pérsico.
Plínio, o Velho salienta a autoridade geográfica de Isidoro e menciona-o junto a escritores como Artemidoro de Éfeso. As citas permitem coligir uma certa notoriedade de Isidoro em geografia e topografia no mundo greco romano.

## Obras
Isidoro é conhecido por ter escrito:
- "Etapas práticas" ou "Periegese de Pártia" (Gr. Σταθμοὶ Παρθικο; Lat. Mansiones Parthicae) que talvez fosse parte de uma obra maior denominada Descrição geográfica da Partia (Gr. Παρθίας περιήτικον). Nessa obra descrevia o percurso das caravanas no seu trânsito da Síria à Índia.
- Outra obra geográfica de caráter mais geral denominada provavelmente "Périplo pelo mundo habitado" (Gr., περίπλους τής όικουμένης), que indica as medidas das distâncias registradas.
- Um fragmento descrevendo a pesca das pérolas no golfo Pérsico, que é citado quase literalmente por Ateneu.
- Existem além duas referências a Isidoro no Macrobii (Gr. Μακρόβιοι; “longevidade”) supostamente escrito pelo Pseudo Luciano, que menciona dois longevos reis orientais citados por Isidoro: Artaxerxes,  presumivelmente Ardacher (século I a.C.), e Goaisos, rei de Omã[3]

## Etapas práticas ouPeriegese de Partia
Segundo Plínio, (História Natural vi.31), Isidoro foi comissionado por Augusto para redigir uma “descrição do mundo”, coletando toda a informação necessária antes da partida do seu neto maior Caio César para a Armênia para tomar o comando na luta contra partos e árabes. Plínio refere-se ao autor como “Dionísio”, embora em outro escrito posterior (História Natural vi.141) reconheça o erro: o autor é “Isidoro”
A obra seria escrita após 26 a.C. (terminus post quem), pois menciona a revolta de  Tirídates II contra Fraates IV, que ocorreu nesse ano, e antes de 77 (terminus ante quem), ao publicar-se a “História Natural” de Plínio. Contudo, supõe-se que Isidoro escreveu a sua obra muitos anos antes que Plínio a mencionasse na sua.
A topografia de Isidoro tem antecessores antigos. Na sua Pérsica, descrição da rota real dos persas (obra perdida mas reconstruída pelo epítome de Fócio e pelas citas de Diodoro Sículo e Plutarco), Ctésias proveu a lista de estações desde Éfeso até Báctria, depois tomadas por Isidoro para o Roteiro dos Partos. Assim mesmo serviu-se dos bemetistas de Alexandre: Betão, Amintas, Filão de Quersoneso, Diogneto. Seleuco I Nicátor teria acompanhado os bemetistas nas suas explorações.
Segundo a opinião compartilhada pela maioria dos autores, a fonte principal de Isidoro seria um documento de origem parta que dataria de fins do século III a.C. A origem arameia de alguns toponímicos e outras particularidades, levam a pensar que ele teve à sua disposição tais documentos, e até mesmo se serviu de relatórios verbais de comerciantes na sua cidade Cárax Espasinu, ou em localidades vizinhas. Porém, não se descarta que Isidoro tenha percurso pessoalmente partes do itinerário que descreve.
Se se acredita que Isidoro partiu da Antioquia da Síria, somente após franquear o Eufrates em Osroena começariam as "Etapas práticas" propriamente ditas. O trajeto divide-se em 19 grandes regiões. Isidoro usa o esqueno (Gr., σχοι̃νος) que equivale a 30 estádios para medir as distâncias, embora existam discrepâncias segundo os autores e regiões,variando as opiniões entre os 30 e 40 estádios.
A descrição da parte oriental do roteiro é muito mais sucinta e não apresenta as estações individualmente mas vai de uma província a outra, assinalando a distância entre ambas e dando uma informação sumária do número de cidades, povos e estações. Remete-se mormente ao roteiro usado nos tempos assírios e aquemênidas. Isto poderia explicar-se porque para as partes perdidas do texto original e fazer o epítome, recorreu a outras fontes, ou foi feito por uma pessoa diferente a quem essas zonas não lhe pareciam relevantes.